# Mareu
Mareu is een bestuurslaag in het regentschap Aceh Jaya van de provincie Atjeh, Indonesië. Mareu telt 79 inwoners (volkstelling 2010).